# Proślice

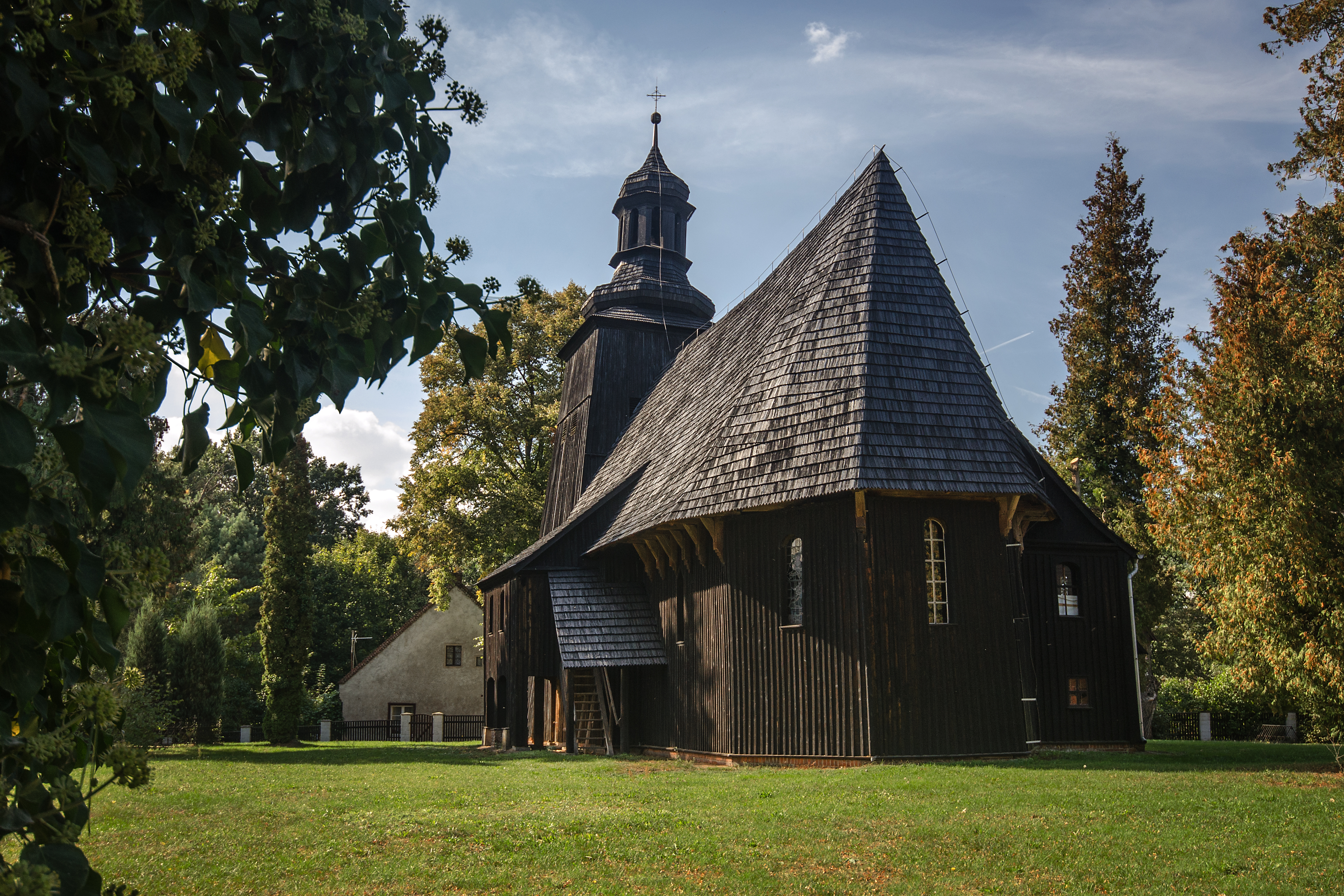
Herz-Jesu-Kirche

Proślice (deutsch Proschlitz, 1936–1945 Angersdorf) ist ein Ort der Gmina Byczyna in der Woiwodschaft Opole in Polen.

## Geographie

### Geographische Lage
Proślice liegt im nordwestlichen Teil Oberschlesiens im Kreuzburger Land. Das Dorf Proślice liegt rund sieben Kilometer südwestlich vom Gemeindesitz Byczyna, rund 20 Kilometer nordwestlich der Kreisstadt Kluczbork und etwa 60 Kilometer nordöstlich der Woiwodschaftshauptstadt Oppeln.
Das Dorf liegt am Proschlitzer Bach (poln. Pratwa), einem linken Nebenzufluss der Prosna.

### Nachbarorte
Nachbarorte von Proślice sind im Nordwesten Komorzno (Reinersdorf), im Norden Miechowa (Omechau), im Nordosten Ciecierzyn (Neudorf), im Osten Polanowice (Polanowitz) und im Südwesten Jakubowice (Jakobsdorf).

## Geschichte
Das Dorf wird 1410 erstmals als Polenwicz erwähnt. Der slawische Name Proslice bedeutet in etwa Ferkeldorf.
Mitte des 17. Jahrhunderts gab es zwischen Proschlitz und Pitschen einen „Bierkrieg“. Den Gerichtsprozess im Jahr 1652 gewann Proschlitz. Im Jahr 1758 wird ein Grundbruch im Ort eingeführt.
1845 bestanden im Dorf ein Schloss, evangelische Schrotholzkirche, eine evangelische Schule, eine Brennerei, eine Brauerei, eine Ziegelei und weitere 55 Häuser. Im gleichen Jahr lebten in Proschlitz 687 Menschen, davon 107 katholisch und elf jüdisch. 1861 lebten in Proschlitz 708 Menschen.  1874 wurde der Amtsbezirk Proschlitz gegründet. Erster Amtsvorsteher war der Rittergutsbesitzer Leo von Watzdorf. Zwischen 1890 und 1891 wurde die Straße nach Polanowitz angelegt.
1920 wurde ein Sport- und Spielverein in Proschlitz gegründet. 1933 lebten in Proschlitz 547 Menschen. Zum 27. Mai 1936 erfolgte die Umbenennung des Dorfes in Angersdorf. 1939 zählte das Dorf 518 Einwohner. Bis 1945 gehörte das Dorf zum Landkreis Kreuzburg O.S.
Als Folge des Zweiten Weltkriegs fiel Proschlitz 1945 wie der größte Teil Schlesiens unter polnische Verwaltung. Nachfolgend wurde der Ort in Proślice umbenannt und der Woiwodschaft Schlesien angeschlossen. 1950 wurde es der Woiwodschaft Oppeln eingegliedert. 1999 kam der Ort zum neu gegründeten Powiat Kluczborski (Kreis Kreuzburg).

## Sehenswürdigkeiten
- Die römisch-katholische Herz-Jesu-Kirche (poln. Kościół pw. Najświętszego Serca Jezusowego) ist eine Schrotholzkirche und wurde 1531 erbaut. Die heutige barocke Innenausgestaltung stammt aus dem Jahr 1748. Der Glockenturm an der Westseite wurde 1773 angefügt. Renovierungen des Gotteshauses fanden 1859, 1905, 1929 und zuletzt 1980 statt.[7] Der Kirchenbau steht seit 1953 unter Denkmalschutz.[8]
- Das Schloss Proschlitz wurde in der Wende des 18. und 19. Jahrhunderts im klassizistischen Stil im Auftrag von Graf Ernst von Strachwitz erbaut. 1914 wurde es umgebaut, wobei die klassizistische Architektur durch eine moderne Fassade im Stil des Eklektizismus ersetzt wurde. Das zweistöckige Gebäude besitzt einen rechteckigen Grundriss sowie ein hohes Mansardendach. An der Westseite befindet sich ein viersäuliger Portikus mit Balkon. Am Giebel sind die Wappen der Familien von Watzdorf und Raczków erhalten geblieben. Zwischen 1945 und 2003 befand sich eine Grundschule im Gebäude. Heute wird das Schloss teilweise als Beherbergungsbetrieb durch die Stiftung Hetman Roma Byczyna sp. Z o. O. genutzt.[9][10]
- Umgeben ist das Schloss von einem weitläufigen Landschaftspark mit Bäumen aus dem 19. und frühen 20. Jahrhunderts.